# Адалимівка
Адали́мівка — село в Україні, у Кам'янському районі Дніпропетровської області Дніпропетровської області. Населення за переписом 2001 року складало 181 особа. Входить до складу Верхівцівської міської громади.

## Географія
Село Адалимівка розташоване біля джерел річки Саксагань, нижче за течією примикає село Саксагань. На відстані 0,5 км розташовані місто Верхівцеве і село Петрівка. Поруч проходить залізниця, платформа 114 км.

### Клімат
| Клімат Адалимівки         | Клімат Адалимівки | Клімат Адалимівки | Клімат Адалимівки | Клімат Адалимівки | Клімат Адалимівки | Клімат Адалимівки | Клімат Адалимівки | Клімат Адалимівки | Клімат Адалимівки | Клімат Адалимівки | Клімат Адалимівки | Клімат Адалимівки | Клімат Адалимівки |
| Показник                  | Січ.              | Лют.              | Бер.              | Квіт.             | Трав.             | Черв.             | Лип.              | Серп.             | Вер.              | Жовт.             | Лист.             | Груд.             | Рік               |
| Середній максимум, °C     | −1,9              | −1,1              | 3,6               | 13,6              | 21,0              | 25,2              | 27,2              | 26,5              | 20,9              | 13,3              | 5,3               | 0,8               | 12                |
| Середня температура, °C   | −5                | −4,3              | 0,1               | 8,8               | 15,6              | 19,6              | 21,5              | 20,6              | 15,2              | 8,7               | 2,3               | −1,9              | 8                 |
| Середній мінімум, °C      | −8,1              | −7,5              | −3,4              | 4,0               | 10,2              | 14,1              | 15,9              | 14,8              | 9,6               | 4,1               | −0,7              | −4,5              | 4                 |
| Норма опадів, мм          | 41                | 34                | 30                | 38                | 46                | 62                | 58                | 43                | 36                | 34                | 40                | 46                | 508               |
| ------------------------- | ----------------- | ----------------- | ----------------- | ----------------- | ----------------- | ----------------- | ----------------- | ----------------- | ----------------- | ----------------- | ----------------- | ----------------- | ----------------- |
| Джерело: climate-data.org |                   |                   |                   |                   |                   |                   |                   |                   |                   |                   |                   |                   |                   |

## Населення

### Мова
Розподіл населення за рідною мовою за даними перепису 2001 року:
| Мова       | Відсоток |
| ---------- | -------- |
| українська | 98,3 %   |
| російська  | 1,7 %    |